# Muromsky (huyện)
Huyện Muromsky (tiếng Nga: ? райо́н) là một huyện hành chính tự quản (raion), của Tỉnh Vladimir, Nga. Huyện có diện tích 1023 kilômét vuông, dân số thời điểm ngày 1 tháng 1 năm 2000 là 26500 người. Trung tâm của huyện đóng ở Murom.